# Brookford
Brookford és una població dels Estats Units a l'estat de Carolina del Nord. Segons el cens del 2000 tenia 434 habitants.

## Demografia
Segons el cens del 2000, Brookford tenia 434 habitants, 200 habitatges i 129 famílies. La densitat de població era de 304,7 habitants per km².
Dels 200 habitatges en un 20,5% hi vivien nens de menys de 18 anys, en un 44% hi vivien parelles casades, en un 14,5% dones solteres, i en un 35,5% no eren unitats familiars. En el 33% dels habitatges hi vivien persones soles el 16% de les quals corresponia a persones de 65 anys o més que vivien soles. El nombre mitjà de persones vivint en cada habitatge era de 2,17 i el nombre mitjà de persones que vivien en cada família era de 2,73.
Per edats la població es repartia de la següent manera: un 19,1% tenia menys de 18 anys, un 8,5% entre 18 i 24, un 26,3% entre 25 i 44, un 24,7% de 45 a 60 i un 21,4% 65 anys o més.
L'edat mediana era de 42 anys. Per cada 100 dones de 18 o més anys hi havia 81,9 homes.
La renda mediana per habitatge era de 27.375 $ i la renda mediana per família de 37.500 $. Els homes tenien una renda mediana de 28.036 $ mentre que les dones 19.659 $. La renda per capita de la població era de 13.634 $. Entorn del 6% de les famílies i el 10,5% de la població estaven per davall del llindar de pobresa.

## Poblacions més properes
El següent diagrama mostra les poblacions més properes.